# Псара (броненосец)
«Псара» (греч. ΨΑΡΑ) — броненосец береговой обороны, построен по заказу греческого правительства в 1888—1890 годах по проекту французского адмирала Дюпона на верфи Forges et chantiers de la Méditerranée, Гранвиль. Получил имя одного из трёх основных островов-оплотов греческого флота эпохи Греческой революции — острова Псара. Соответственно два других корабля серии получили имена «Идра» и «Спеце» в честь двух других островов.

## Служба
В греко-турецкой войне 1897 года броненосец «Псара» принял участие под командованием капитана Κ. Хадзикириаку. Одновременно «Псара» был флагманом командующих эскадры броненосцев — вице-адмирала Κонстантина Сахтуриса, а затем контр-адмирал Георгия Стамателоса.
Семидисятитрёхлетний Стамателос был отозван на флот в 1897 году, поскольку в народе преобладали подозрения, что эта странная война является игрой королевского двора с западноевропейскими финансовыми кругами и национальной изменой. В особенности эти подозрения были сильны по отношению к флоту, сохранявшему с начала и до конца войны превосходство. Турки не смели выйти за Дарданеллы. Несмотря на это, ставленники двора командующий Эгейским флотом Сахтурис и командующий флотилией 8 миноносцев принц Георгий бездействовали. Пассивность командования армии и бездействие флота, при народном убеждении о измене, были чреваты революционным взрывом. Были срочно отстранены начальник генштаба генерал Сапундзакис и командующий Эгейского флота Сахтурис. Командующим Эгейским флотом был назначен Стамателос. Поскольку приказов об активных действиях не поступало, а исход войны был уже предрешён в Фессалии, флот Стамателоса успел принять участие только в эвакуации частей и населения из Волос (город). 25 апреля/17 мая Стамателос руководил операцией с флагмана «Псара». Оставшиеся в городе части и тысячи жителей были погружены на корабли флота и 5 торговых пароходов. При посредничестве иностранных консулов Стамателос дал слово турецкому командующему, Этем-Паше, не расстреливать входящие в город турецкие части, если турки в свою очередь не приступят к резне и сожжению города. Соглашение было соблюдено как с греческой, так и с турецкой стороны.
В 1899 году корабль представлял Грецию в Марселе в празднованиях по случаю годовщины основания города греками из Фокеи. Впоследствии броненосец представлял Грецию в праздновании по случаю коронации Эдуарда VII короля Великобритании а затем осуществил визиты вежливости в Северное море и в Балтийское море. Будучи уже довольно устаревшим, корабль принял участие в Балканских войнах (1912—1913) под командованием капитана Андрея Миаулиса, в частности, в греческих победах над турецким флотом в сражении у Элли и сражении у Лемноса. Впоследствии длительное время использовался в качестве школы связистов на острове Порос. Корабль был списан и продан на лом в 1932 году.

## Предшественники
- Парусный Псара (корвет). Вошёл в состав флота в 1829 году.
- Паровая Псара (судно обеспечения). Вошла в состав флота в 1880 году. В 1890 году была переименована в Канарис (судно обеспечения).

## Наследники
- Псара (эсминец). Вошёл в состав флота в 1933 году.
- Псара (фрегат). Вошёл в состав флота в 1998 году.